# زخم‌زنی (گیاه‌شناسی)
زخم‌زنی (به انگلیسی: Scarification)، در گیاه‌شناسی شامل تضعیف، باز کردن یا تغییر پوسته بذر برای تشویق به جوانه‌زدن است. زخم‌زنی اغلب به‌صورت مکانیکی، حرارتی و شیمیایی انجام می‌شود. بذر بسیاری از گونه‌های گیاهی اغلب در برابر آب و گازها غیرقابل نفوذ هستند، بنابراین از جوانه‌زنی جلوگیری می‌کنند یا به تأخیر می‌اندازند. هر فرآیندی که برای نفوذپذیری بیشتر پوسته (پوشش بذر) در برابر آب و گازها طراحی شود، به‌عنوان زخم‌زنی شناخته می‌شود. زخم‌زنی، صرف نظر از نوع، با سرعت بخشیدن به فرآیندهای طبیعی عمل می‌کند که معمولاً پوشش بذر را در برابر آب و هوا نفوذپذیر می‌کند. برای شفت (میوه‌های هسته‌دار)، زخم‌زنی همچنین تا ضعیف شدن یا حذف پوسته سخت درون‌بر در اطراف بذر گسترش می‌یابد.

## انواع
صرف نظر از روش، بذرهای زخم‌شده به‌خوبی ذخیره نمی‌شوند و باید سریع کاشته شوند، مبادا بذرها غیرقابل دوام شوند.

### مکانیکی
رایج‌ترین نوع زخم‌زنی، زخم مکانیکی است. در زخم‌زنی مکانیکی، پوسته به‌طور فیزیکی باز می‌شود تا رطوبت و هوا وارد شود. پوشش بذر ممکن است با سوهان فلزی سوهان شود، با کاغذ سنباده مالیده شود، با چاقو بریده شود، به آرامی با چکش ترک بخورد یا ضعیف شده یا به روش دیگری باز شود.

### گرما
برای گونه‌هایی که برای جوانه زدن به محیط سرد نیاز دارند، چینه‌بندی را ببینید.

#### آب گرم
جذب آب از طریق غشای پوسته بذر تحت تأثیر دمای آب قرار می‌گیرد. گونه‌هایی که می‌توانند آب گرم را تحمل کنند در این شرایط سریعتر از آب سرد جوانه می‌زنند.
دانشگاه ایالتی کارولینای شمالی توصیه می‌کند که بذرها را در آب جوش قرار دهید و بگذارید خیس بخورند در حالی که آب تا دمای اتاق خنک می‌شود و سپس بذرها را از آب خارج کرده و بکارید. شناوری بذرهای شناور باید با گرانش جبران شود تا آنها غوطه‌ور شوند، این را می‌توان با تزریق کننده به دست آورد.
زخم آب گرم را می‌توان با زخم دادن شیمیایی ترکیب کرد، اما ممکن است به تجهیزات حفاظتی در برابر گازهای تشکیل شده نیاز داشته باشد. همچنین از تصفیه آب گرم برای حذف عوامل بیماری‌زا استفاده می‌شود. قرار دادن بذرها در دمای ۹۰ درجه سانتی‌گراد به مدت ۹۰ ثانیه و سپس غوطه ور شدن در آب سرد به مدت ۳۰ ثانیه، پاتوژن‌های انسانی اشرشیاکلی O157:H7 و سالمونلا را از بین می‌برد. انواع پاتوژن‌های گیاهی نیز با تصفیه آب گرم از بین می‌روند.

#### حرارت
در برخی از جوامع گیاهی چاپارال، بذر برخی از گونه‌ها برای رسیدن به جوانه‌زنی به آتش یا دود نیاز دارد. یک استثنا برای این پدیده، بلوط سمی غربی است که پوشش بذرهای ضخیم آن اثر تأخیری برای جوانه‌زنی ایجاد می‌کند، اما نیازی به زخم آتش ندارد.

### شیمیایی
زخم دادن شیمیایی شامل استفاده از یک یا چند ماده شیمیایی برای تحریک جوانه‌زنی است. این می‌تواند شامل جذب یا خیساندن بذرها در محلول‌های اسیدی یا بازی غلیظ شده برای زمان‌های مختلف باشد. از مواد شیمیایی مانند اسید سولفوریک یا حتی مواد شیمیایی خانگی می‌توان برای اثرگذاری بر این فرایند استفاده کرد. همچنین می‌توان از طریق استفاده از نمک‌های مغذی مانند نیترات پتاسیم، زخم دادن شیمیایی را به‌دست‌آورد. مواد شیمیایی معمولی که به مجوز خاصی در فرم محلول نیاز ندارند:
- اسیدها:
  - محلول اسید فسفریک ۲۵–۷۵٪. اسید فسفریک ۲۵٪ معمولاً توسط فروشگاه‌های رشد به فروش می‌رسد. اسید فسفریک ۷۵٪ معمولاً توسط مغازه‌های آبجوسازی خانگی به فروش می‌رسد.
  - اسید سولفوریک ۱۵٪،[۶] مواد شیمیایی بهداشتی استخرهای شنا. همچنین یک پاک‌کننده فاضلاب.
- بازها:
  - هیدروکسید سدیم،[۷] ماده شیمیایی خانگی برای تمیز کردن فاضلاب.
- دیگر
  - پراکسید هیدروژن ۳٪،[۸] ضدعفونی‌کننده معمول پوست.

اشکال خالص مواد شیمیایی یادشده در بالا غیرضروری است و اغلب به مجوز خاصی برای دریافت نیاز دارد.

## کاربردهای رایج
از آنجایی که بذرهای زخم‌شده نسبت به بذرهای بدون تغییر بیشتر و در زمان کمتری جوانه می‌زنند، زخم‌زنی نه تنها در صنعت بلکه در مقیاس کوچک نیز کاربرد دارد. برای نمونه در باغ‌های خانگی، بذرهای گیاهانی که رشد آنها از بذر دشوار است، ممکن است از طریق زخم شدن زنده شوند. ذوب شدن و انجماد آب، آتش و دود و واکنش‌های شیمیایی در طبیعت چیزی است که به بذرها اجازه جوانه‌زدن می‌دهد، اما می‌توان با استفاده از روش‌های مختلفی که تاکنون توضیح داده شد، این فرایند را تسریع کرد. هدف مشترک باز کردن پوسته و اجازه دادن هوا و آب برای ورود به بذر است. در باغبانی، زخم‌زنی دادن اغلب برای تسهیل جوانه‌زنی کنترل شده و یکنواخت بذرها استفاده می‌شود.

## پژوهش
مقاله‌ای توسط مجله کشاورزی تجربی نیوزیلند منتشر شد و بیان کرد که بذرهایی که آنها در مطالعه خود مورد بررسی قرار دادند تنها ۳۰٪ در شرایط ترجیحی جوانه زدند، اما زمانی که آنها به‌صورت شیمیایی با اسید سولفوریک غلیظ تیمار شدند یا به‌صورت مکانیکی زخم شدند، سرعت جوانه‌زنی افزایش یافت، بیش از ۸۰٪.
مطالعه دیگری بر روی چهار نوع مختلف از گونه‌های ترمس حوضه بزرگ انجام شد تا تأثیر روش‌های مختلف زخم بر روی بذرهای مذکور را مشاهده کرد. ترمس سیخ‌بلند، ترمس نقره‌ای، ترمس بزرگ‌برگ موئی و ترمس ابریشمی چهار گونه‌ای بودند که در طول مطالعه روی آنها آزمایش شدند. به‌طور خلاصه این آزمایش به دلیل تفاوت در گونه‌ها، نتایج مختلفی را به همراه داشت. بالاترین سرعت جوانه‌زنی ترمس ابریشمی از طریق زخم‌زنی مکانیکی با ۶۶٫۴ ٪ به‌دست آمد، در مقابل نرخ جوانه‌زنی ۲۲٪ آن که در گروه شاهد یافت شد. با استفاده از زخم‌زنی حرارتی و شیمیایی، جوانه‌زنی به ترتیب به ۴۸/۸٪ و ۴۴٪ افزایش یافت. جالب توجه است که ۶۸٪ از بذرهای ترمس سیخ‌دراز در گروه شاهد جوانه زدند و همه روش‌های زخم‌زنی میزان موفقیت جوانه‌زنی را کاهش دادند. ترمس نقره‌ای ۵۲٪ از گروه کنترل خود را جوانه زد اما از طریق زخم‌زنی مکانیکی به ۸۵٫۲٪ رسید. در نهایت، میزان جوانه‌زنی گروه شاهد ترمس بزرگ‌برگ موئی ۳۲٪ بود، اما زمانی که با اسید سولفوریک تیمار شد، به ۷۶٫۸٪ رسید که نتایج متفاوت آزمایش را نشان می‌دهد.